# Association Qualitel
 (décembre 2024).
 (août 2018).
Si vous disposez d'ouvrages ou d'articles de référence ou si vous connaissez des sites web de qualité traitant du thème abordé ici, merci de compléter l'article en donnant les références utiles à sa vérifiabilité et en les liant à la section « Notes et références ».
Qualitel est une association indépendante à but non lucratif proposant des prestations de certification et d'information sur la qualité du logement en France.
Elle a été fondée en 1974 à l'initiative du Secrétariat d'État au logement.

## Historique

### Période 1974-2000
Qualitel est fondée en 1974. Rattachée au secrétariat d’État au logement, l’association QUALITEL est alors chargée d'appliquer la méthode créée par le Centre scientifique et technique du bâtiment (CSTB) par un label sur la qualité des logements. 
Dans le même temps, l’État, qui était l'élément central de la politique de construction (ou de reconstruction), abandonne progressivement ce rôle pour celui de « régulateur ». Il développe une politique du consommateur, grâce à la loi Scrivener de 1978. En 1985, la forme moderne du label Qualitel apparaît : la certification de produit selon le Code de la consommation. Après quelques années, la cotation QUALITEL devient une certification selon ce régime, c’est-à-dire celui d’une véritable activité commerciale.
Dans les années 1990, l'architecture se fait plus douce, les opérations plus petites, l'innovation, encouragée par le PUCA (Plan Urbanisme Construction Architecture) se développent de façon privilégiée dans le secteur social[non neutre].
Qualitel développe des certifications complémentaires répondant à de nouvelles problématiques : confort acoustique, performance énergétique,accessibilité aux personnes handicapées…

### Depuis 2000
Le logement se place comme un enjeu national prioritaire. Le développement durable devient une préoccupation grandissante. La dimension écologique s’est considérablement développée dans l’appréciation de l’habitat : l’empreinte écologique (toutes les ressources consommées et les pollutions émises pour la réalisation des équipements, de l’infrastructure, etc.), les consommations pendant la durée d’exploitation du bâtiment, la santé environnementale (pour laquelle est paru un arrêté qui oblige les fabricants à communiquer les émissions en polluants volatils des produits de construction), et enfin la sensibilisation de l’acquéreur.  
Les professionnels de la construction participent à une démarche pour la certification de processus et la certification de produits et services.

## Organisation
L’association est aujourd’hui composée d’une trentaine de membres : des syndicats professionnels, des fédérations, des associations de consommateurs…
Le conseil d’administration est composé de quatre collèges : Association et mouvements représentant les usagers (CLCV, UNAF, ARC, Confédération nationale du logement…) ; les acteurs de l’offre de logement (Caisse des dépôts et consignations, USH, UNPI, FEPL…) ; les professionnels de la construction (CAPEB, Fédération française du bâtiment, UNSFA, CNOA…) et les pouvoirs publics et institutionnels (MEDDE et METL, ANIL, ANAH, CSTB…).
Divers acteurs du logement participent : collectivités territoriales, bailleurs sociaux, aménageurs et constructeurs, associations de consommateurs. Elle agit également au travers d'un fonds de dotation destiné aux personnes défavorisées.
Le siège de Qualitel est situé à Paris ; en outre, il existe en région cinq établissements et deux agences.

## Informations économiques

### Activité de lobbying
Pour l'année 2017, Qualitel déclare à la Haute Autorité pour la transparence de la vie publique exercer des activités de lobbying en France pour un montant qui n'excède pas 10 000 euros.

## Activités
Qualitel propose des prestations dans l’information du public d'une part et, d'autre part, dans la certification, l’évaluation et le contrôle. 

### Information du grand public sur la qualité du logement
Créé en 2011, le site du guide de la qualité du logement permet aux particuliers de bénéficier d'informations et de conseils pratiques en matière d’achat, de rénovation ou de construction, ainsi que d'une information sur la qualité du logement, déconnectée de toute démarche commerciale. Ces informations ont été élaborées en collaboration avec des partenaires professionnels, tels que le Centre Scientifique et Technique du Bâtiment (département Hydraulique et équipements sanitaires et département Enveloppes et revêtements), Qualigaz, l’UNTEC (économistes de la construction), le Conseil national de l'ordre des architectes ou encore du Centre d’Information et de Documentation sur le bruit. 
L'association met également à disposition des documentations sur les certifications dans l'habitat neuf et ancien, sous forme de brochures papiers distribuées lors de salons, ou encore par le biais d'Internet. 

### Évaluation et contrôle: filiale QIOS
Qualitel a créé en 1997 une filiale spécialisée à l'évaluation : QIOS (pour Qualité Immobilier Optimisation Services). Celle-ci intervient sur les métiers du diagnostic, de l’audit, de l’évaluation technique et de la vérification sur site (contrôle, mesure…). 

### Certification de logements

#### La certification d'ouvrage et de services
La certification est une activité définie par le Code de la consommation. Le référentiel de certification contient, classé par critères (maîtrise des consommations électriques, gestion de l’eau, confort thermique, confort acoustique) l’ensemble des obligations que devra respecter le projet de construction pour obtenir la certification. 
L’Association Qualitel délivre ses certifications via trois filiales, organismes certificateurs tiers et indépendants, accrédités par le Comité français d'accréditation : Cerqual Qualitel Certification pour le logement collectif neuf et existant (collectif ou individuel groupé), Cequami pour la maison individuelle neuve ou existante, Cerway pour la certification à l’international ; la filiale Cequami est détenue à parts égales par Qualitel et le Centre scientifique et technique du bâtiment. La filiale Cerway est détenue à parts égales par Cerqual Qualitel Certification et Certivéa, filiale du CSTB.
Qualitel a ouvert en 2001 un site Internet qui explique en détail sa méthode de cotation.
Qualitel a lancé une nouvelle certification en septembre 2015 : NF Habitat.

### Les marques de certifications du Groupe Qualitel

#### Logement neuf
- La certification Qualitel
- La certification Habitat & Environnement (2003) (dont Habitat & Environnement EHPA-EHPAD en 2009 et Habitat & Environnement DOM en 2010)
- La certification NF Logement
- La certification NF Logement démarche HQE
- La certification NF Habitat - NF Habitat HQE.

#### Logement existant
- La certification Patrimoine Habitat (2005) (et Patrimoine Habitat profil Rénovation énergétique en 2013)
- La certification Patrimoine Habitat & Environnement (2005), (et Patrimoine Habitat & Environnement DOM en 2014)
- La certification Patrimoine Copropriété (2010) (et Patrimoine Copropriété profil Rénovation énergétique en 2014)
- La certification Patrimoine Copropriété & Environnement (2010)
- La certification NF Habitat - NF Habitat HQE.

En plus de la certification, Cerqual Qualitel Certification propose différentes prestations, comme le bilan multicritère technique et documentation (Bilan Patrimoine Habitat).

#### Exploitation
- La certification « Exploitation » (2013)
- La certification NF Habitat - NF Habitat HQE.

#### Maison individuelle
- NF Maison individuelle (2000),
- NF Maison individuelle démarche HQE (2006),
- NF Maison rénovée ;
- NF Maison rénovée démarche HQE,
- La certification NF Habitat - NF Habitat HQE.

#### International
- La certification HQE à l’international (2013).

### Délivrance des labels énergétiques
Parallèlement à ses propres marques de certification, les organismes certificateurs filiales de l’association délivrent également des labels énergétiques, comme le label Bepos-Effinerge (Bâtiment à énergie positive) ou le label Effinergie+. 
La délivrance d’un label énergétique pour une opération est toutefois conditionnée à l’engagement de cette même opération dans un processus de certification. 

## Activité internationale
L’activité de Qualitel hors de France consiste à participer à différentes structures ou organismes de normalisation pour le logement et à proposer une offre de certification de logements adaptée aux contextes étrangers. 

### Offre de certification à l'international
Cette offre est portée par Cerway, filiale de Cerqual Qualitel Certification et de Certivéa (filiale du CSTB) créée en 2013, via la marque HQETM. Cette certification concerne tous types de bâtiments, résidentiels et non résidentiels, neufs, existants ou en exploitation, ainsi que des opérations d’aménagement du territoire, et s’adapte aux différents contextes locaux.

### Partenariats
L’Association Qualitel est membre fondateur de France GBC (France Green Building Council) et de SBA (Sustainable Building Alliance). 